# آيرو الهند
آيرو الهند، (بالإنجليزية: Aero India)‏. هو المعرض الجوي ومعرض الطيران يعقد في بنغالور، الهند كل سنتين، في محطة سلاح الجو يلاانكا. ينظم المعرض منظمة معارض الدفاع بوزارة الدفاع. وهو ثاني أكبر معرض جوي في العالم بعد معرض باريس الجوي.

## المنظمون
تقوم وزارة الدفاع الهندية، والقوات الجوية الهندية، ومنظمة بحوث الدفاع والتطوير، ودائرة الفضاء، ووزارة الطيران المدني بالاتحاد، ومنظمات أخرى من هذا القبيل بتكاتف جهودهم لتنظيم عرض ايرو الهند، مما يجعلها أكبر معرض جوي في آسيا..

## العروض الجوية
عقدت الدورة الأولى من المعرض الجوي في عام 1996. خلال هذا ايرو الهند مشاهدة، العديد من المصنعين ومقدمي الخدمات من صناعة الطيران والطيران الهندي تلبية المشترين المحتملين لمنتجاتها. بعد عام 1996، طبعت الطبعة الرابعة من المعرض الجوي في عام 2003. حوالي 176 عارضا من 22 دولة في جميع أنحاء العالم جاءوا للمعرض. في عام 2005، جاء أكثر من 380 مشاركا في دورة ايرو الهند الخامسة في هذا المعرض، تم عرض العديد من الطائرات العسكرية والمدنية وكذلك منتجات الطيران. عرض معرض ايرو الهند 2007 في محطة ييلاهانكا للقوات الجوية في بنغالور في ولاية كارناتاكا. وعقدت الدورة السابعة من 11 إلى 15 فبراير 2009، وشملت 592 عارضا من أكثر من 25 بلدا. بدأت الدورة الثامنة في 9 فبراير 2011.
في السنوات الأخيرة، وقد ظهرت ايرو الهند باعتبارها واحدة من أهم وأكبر المعارض الطيران العسكري في العالم. تم كشف النقاب عن ميكويان ميج-35 و F-16IN سوبر فايبر لأول مرة في الطبعات السادسة والسابعة من ايرو الهند على التوالي.

## انظر ايضًا
- معرض أبوتسفورد الدولي للطيران
- معرض برلين الدولي للطيران
- معرض رادوم للطيران
- معرض باريس الجوي
- معرض بيجين هيل الدولي للطيران
- معرض أستراليا الدولي للطيران

## معرض الصور

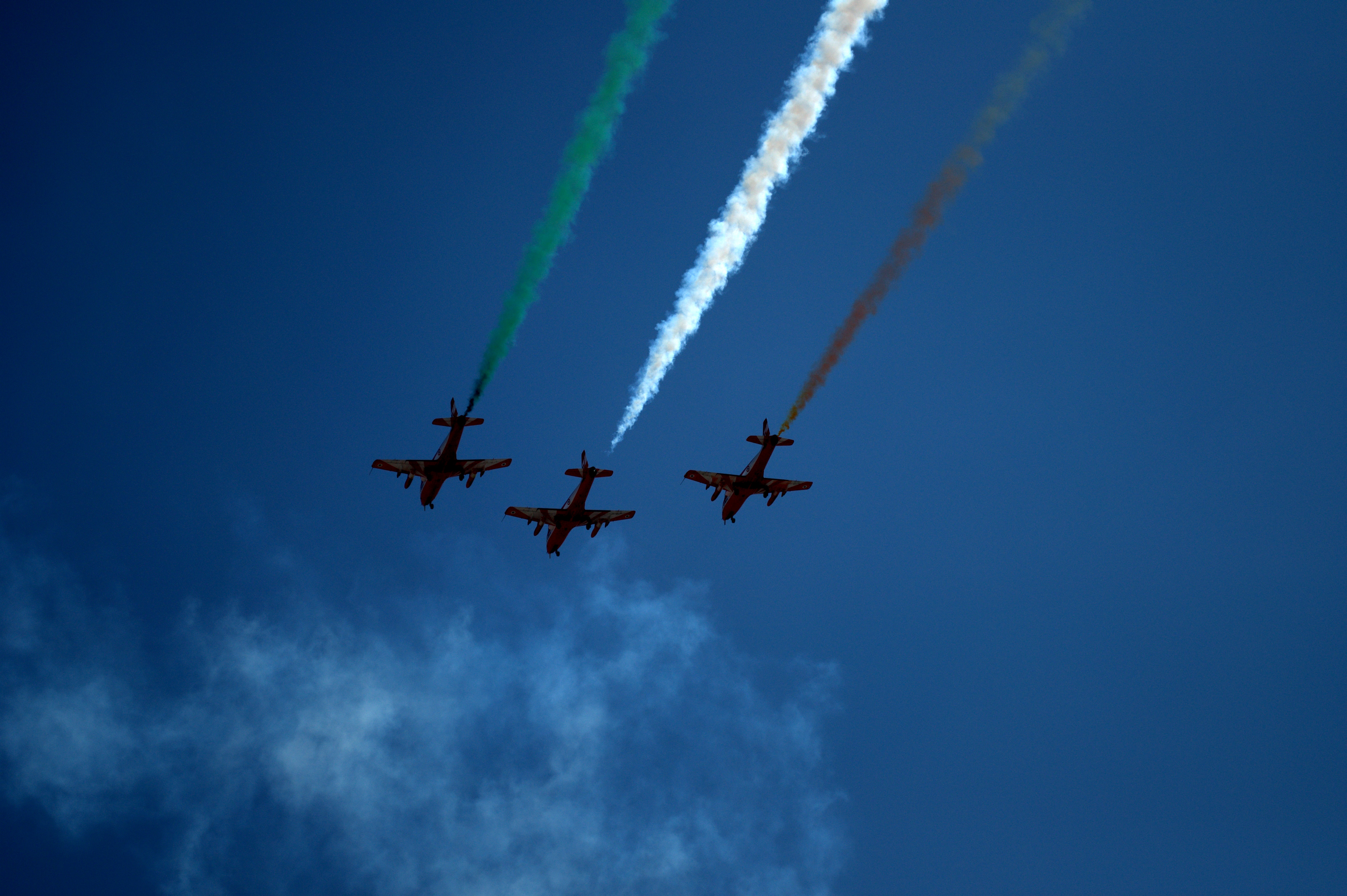
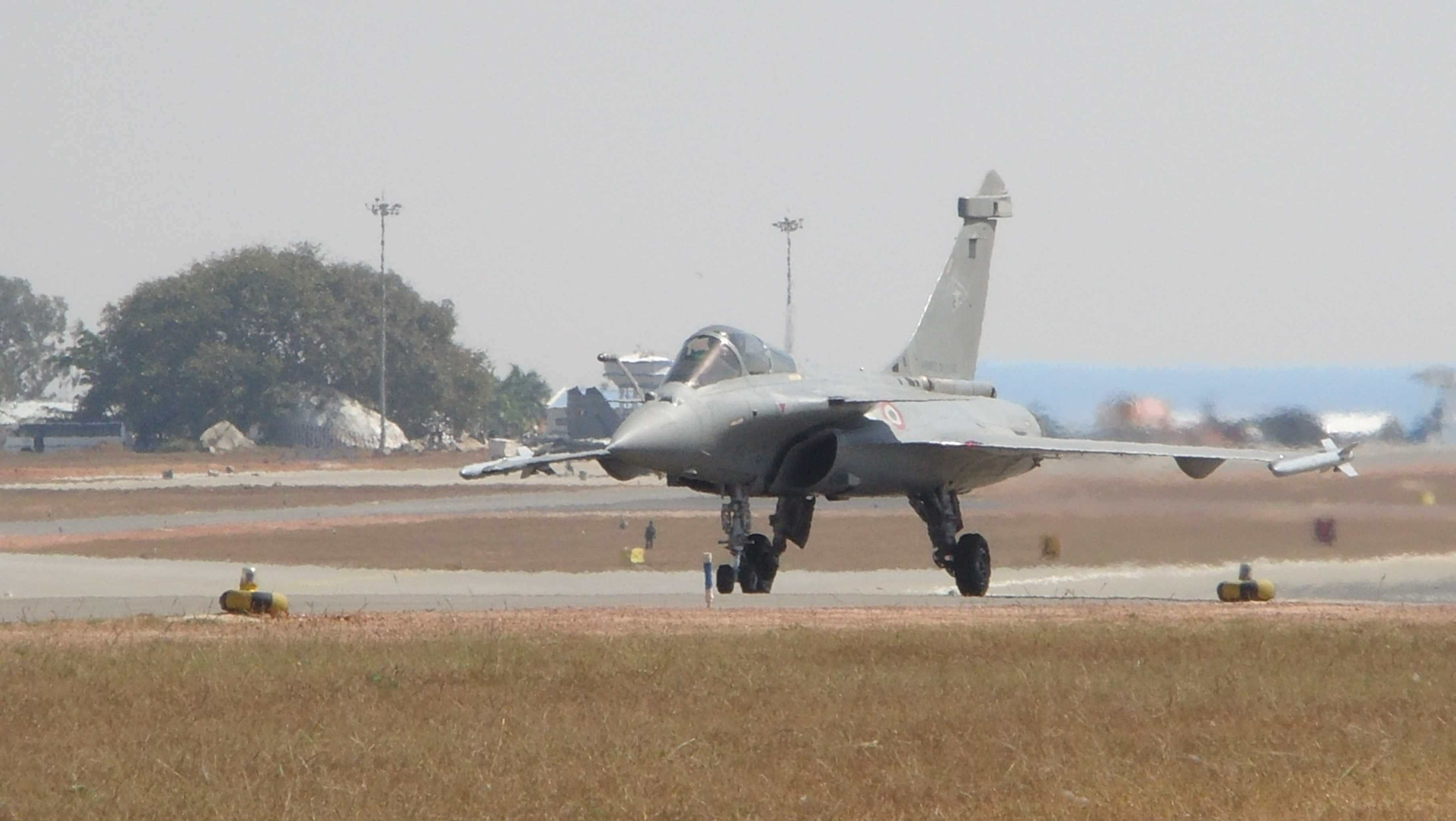
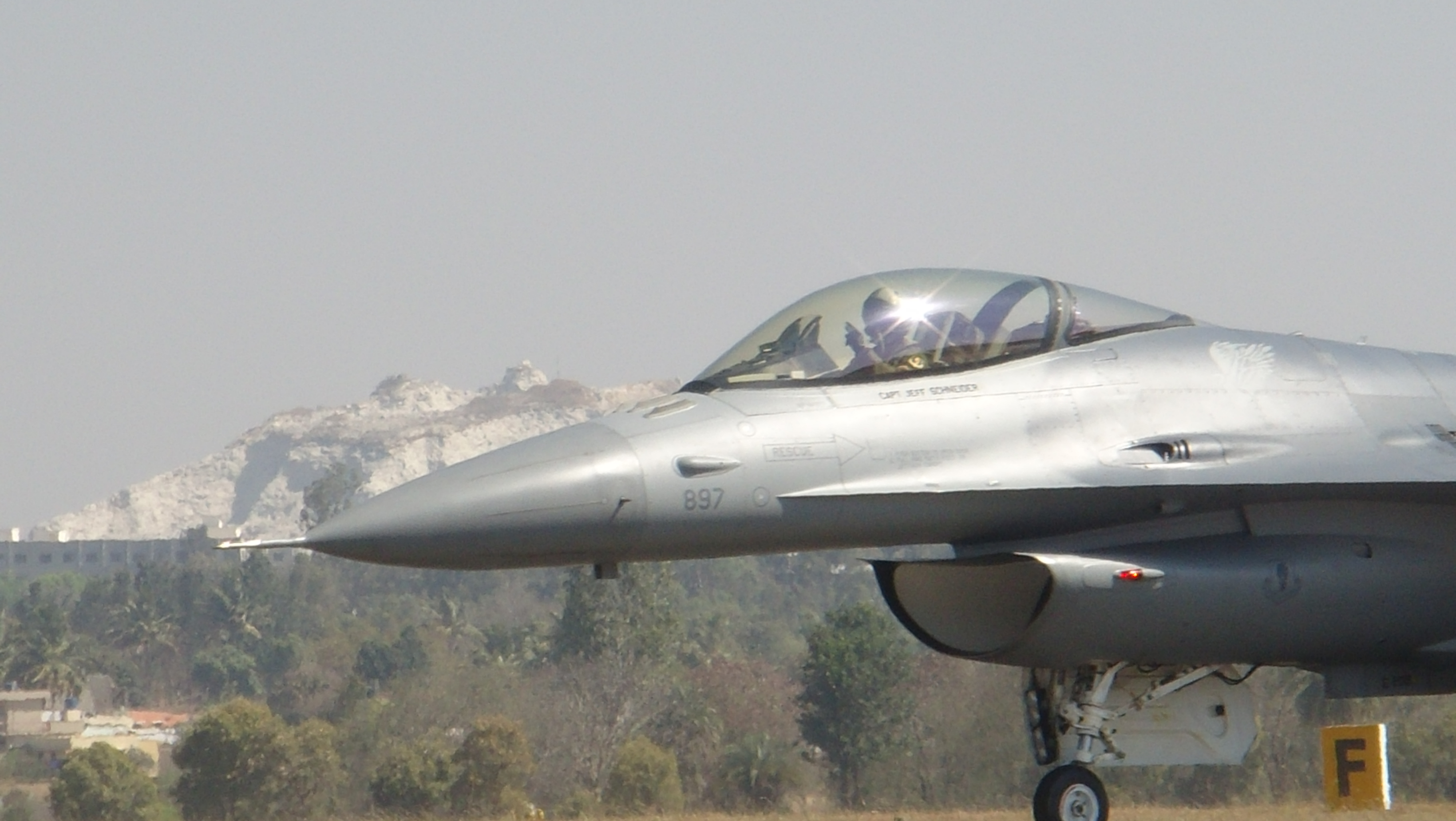
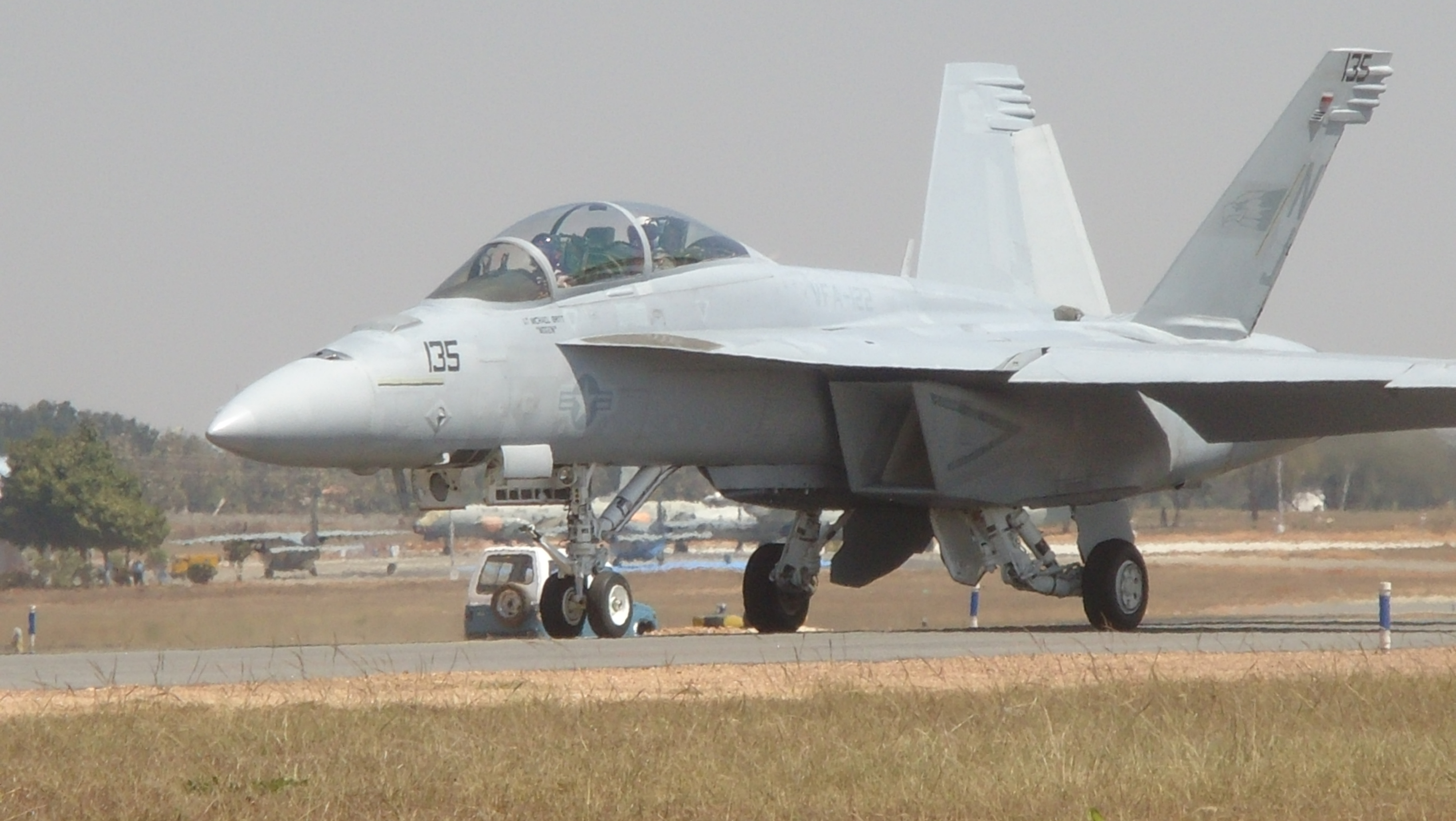
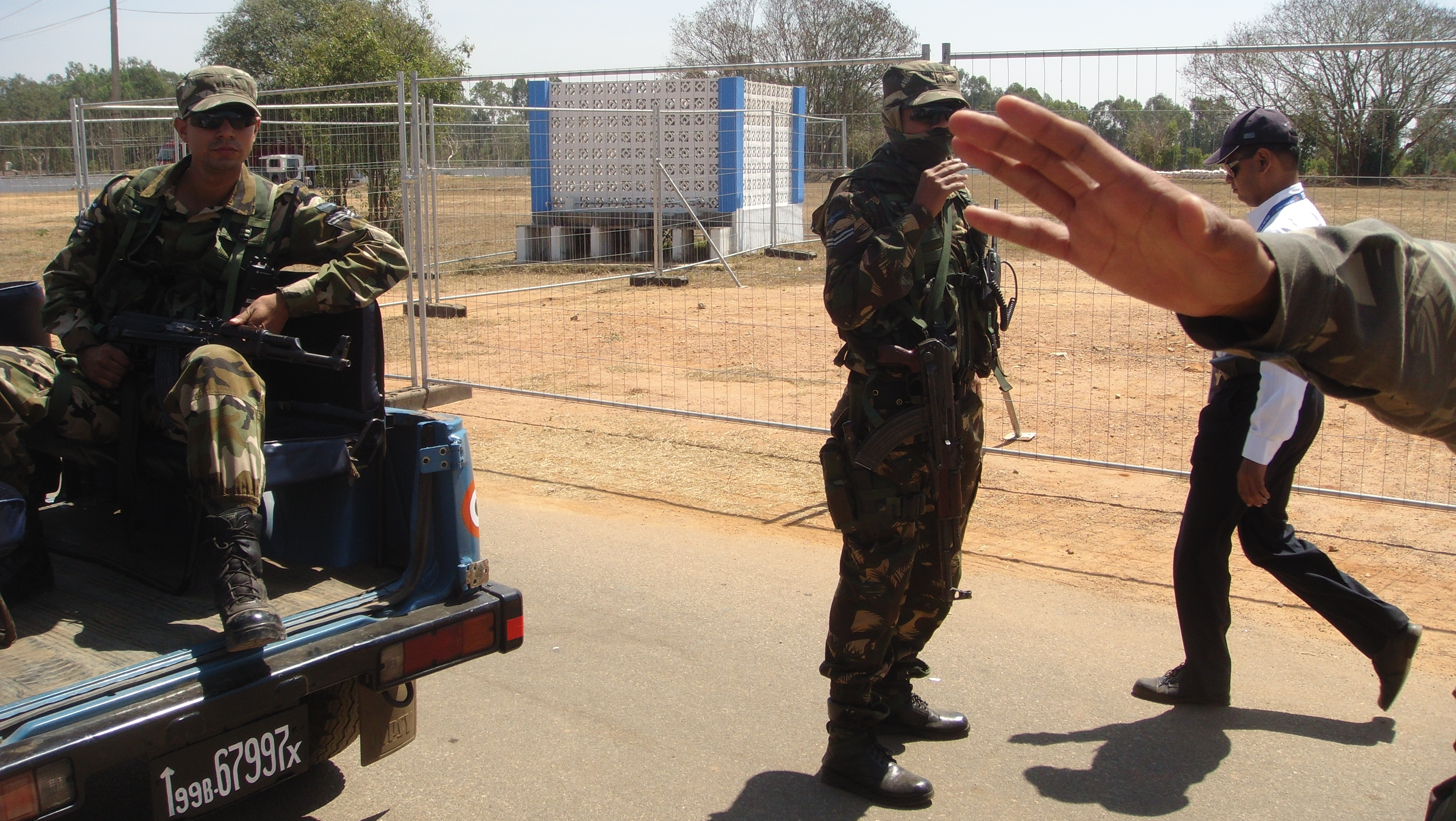
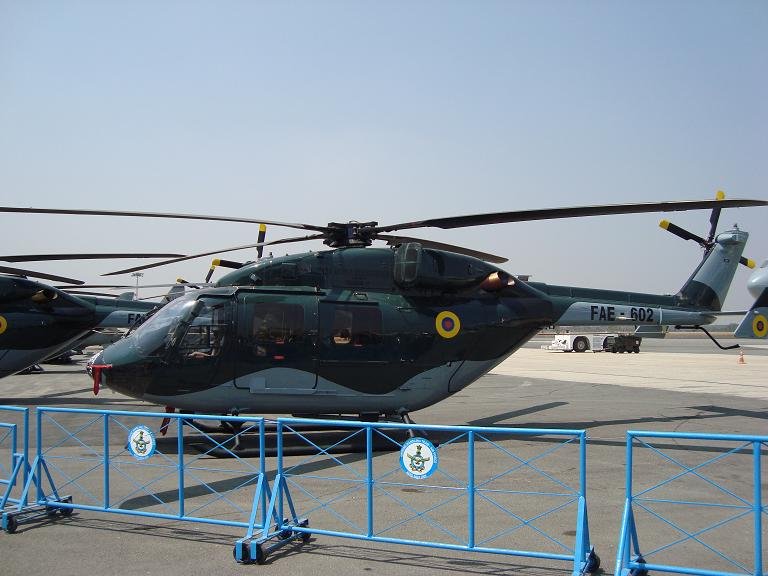
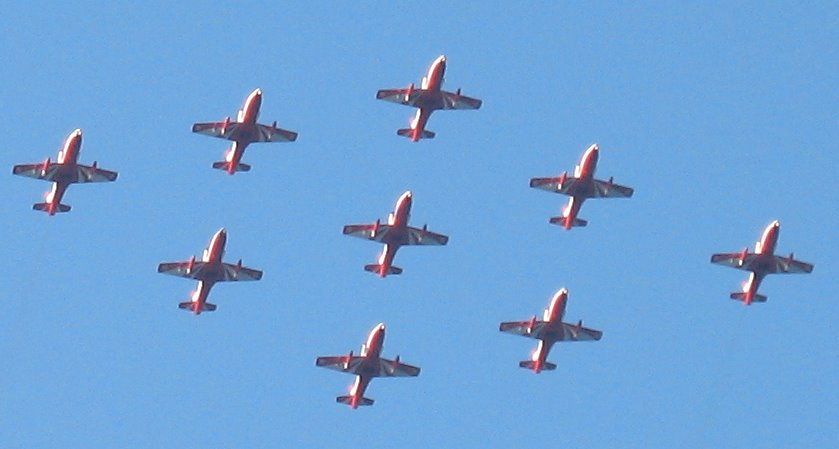
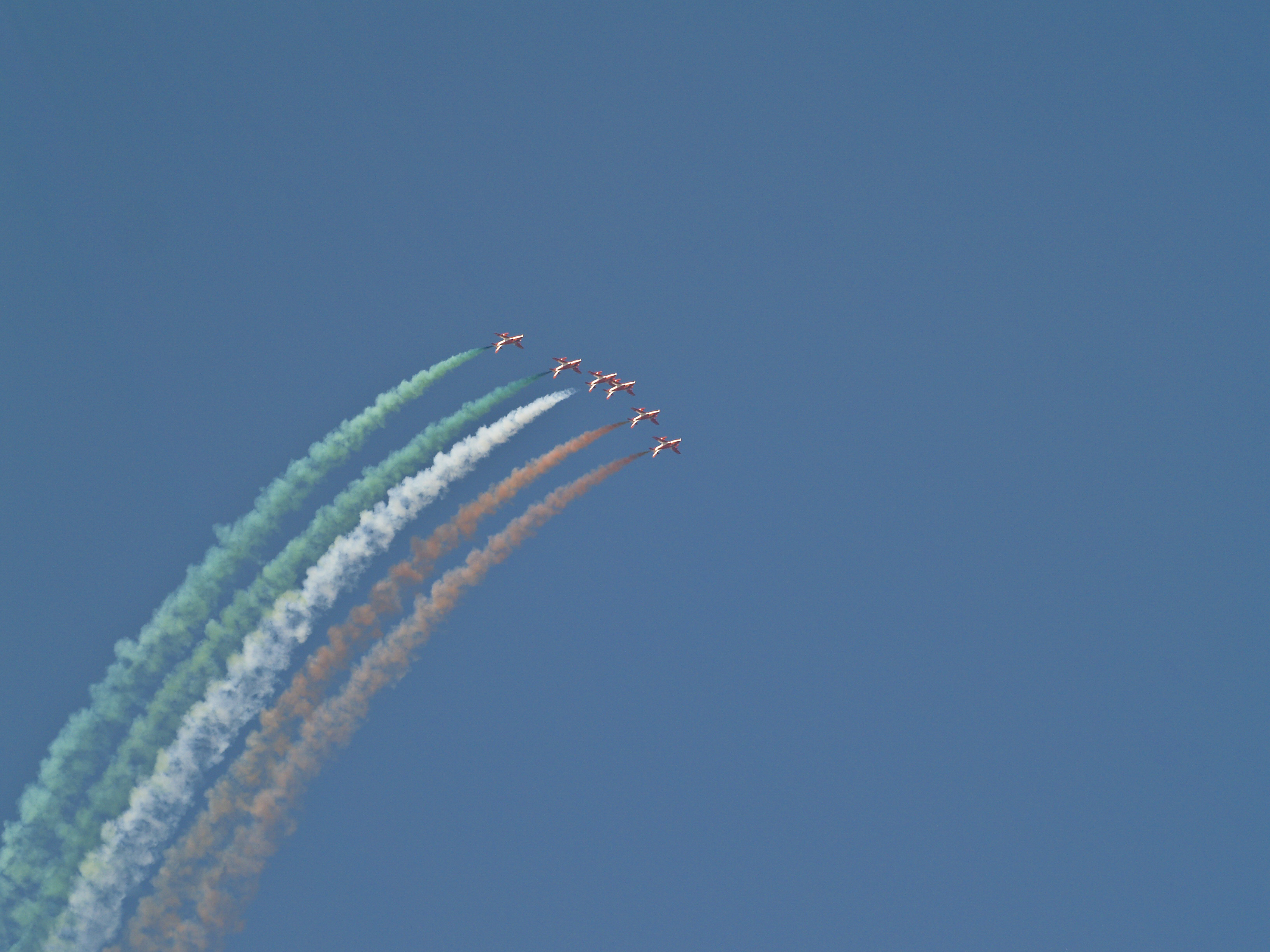
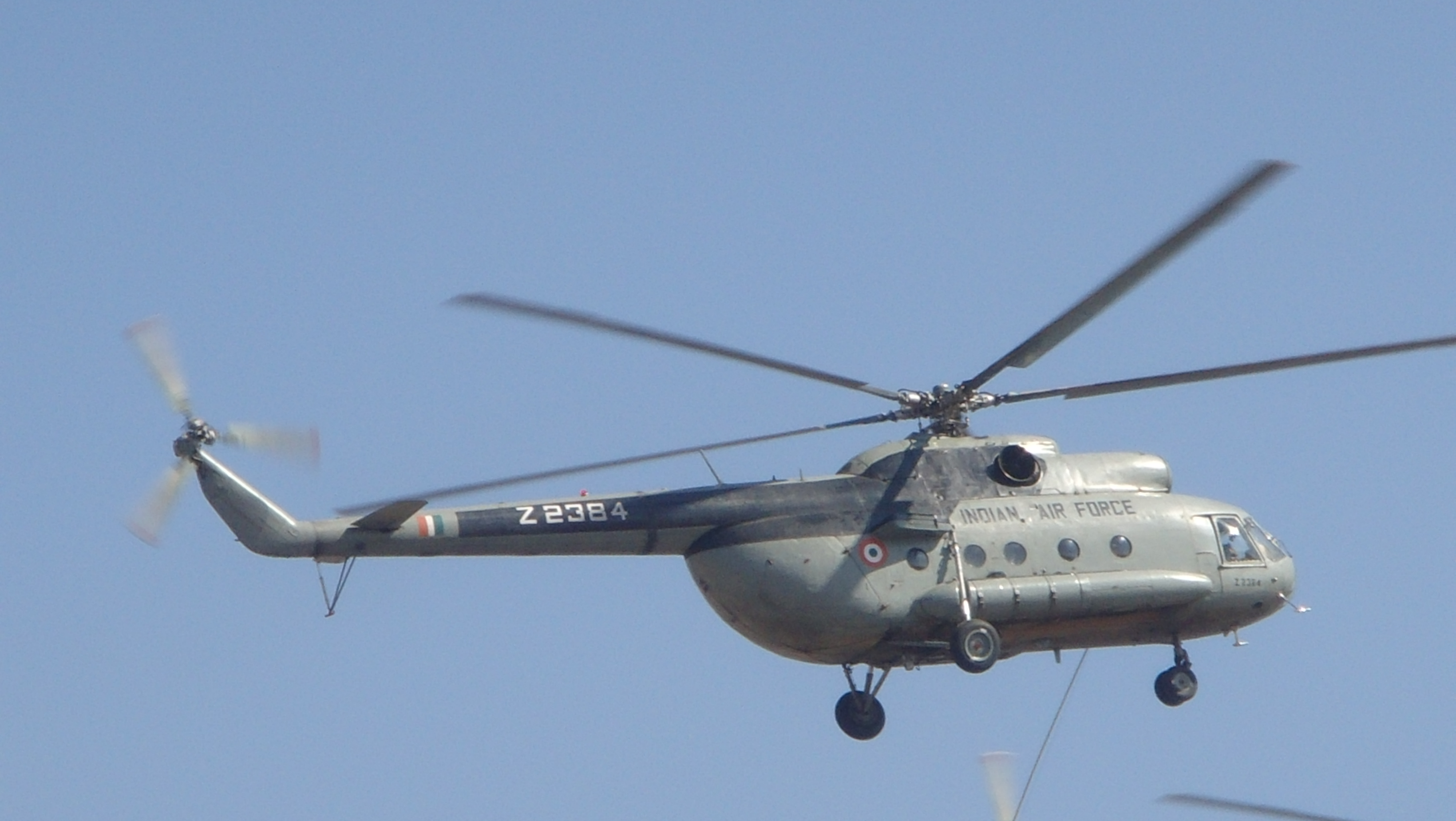
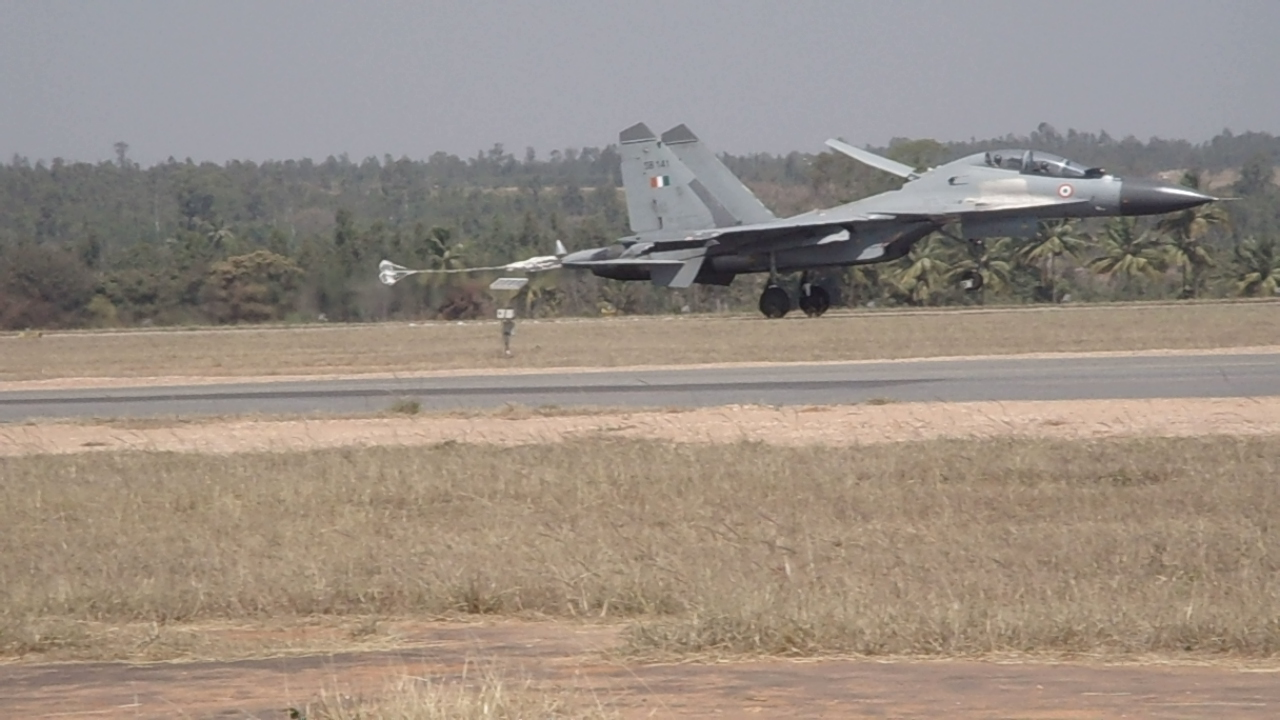
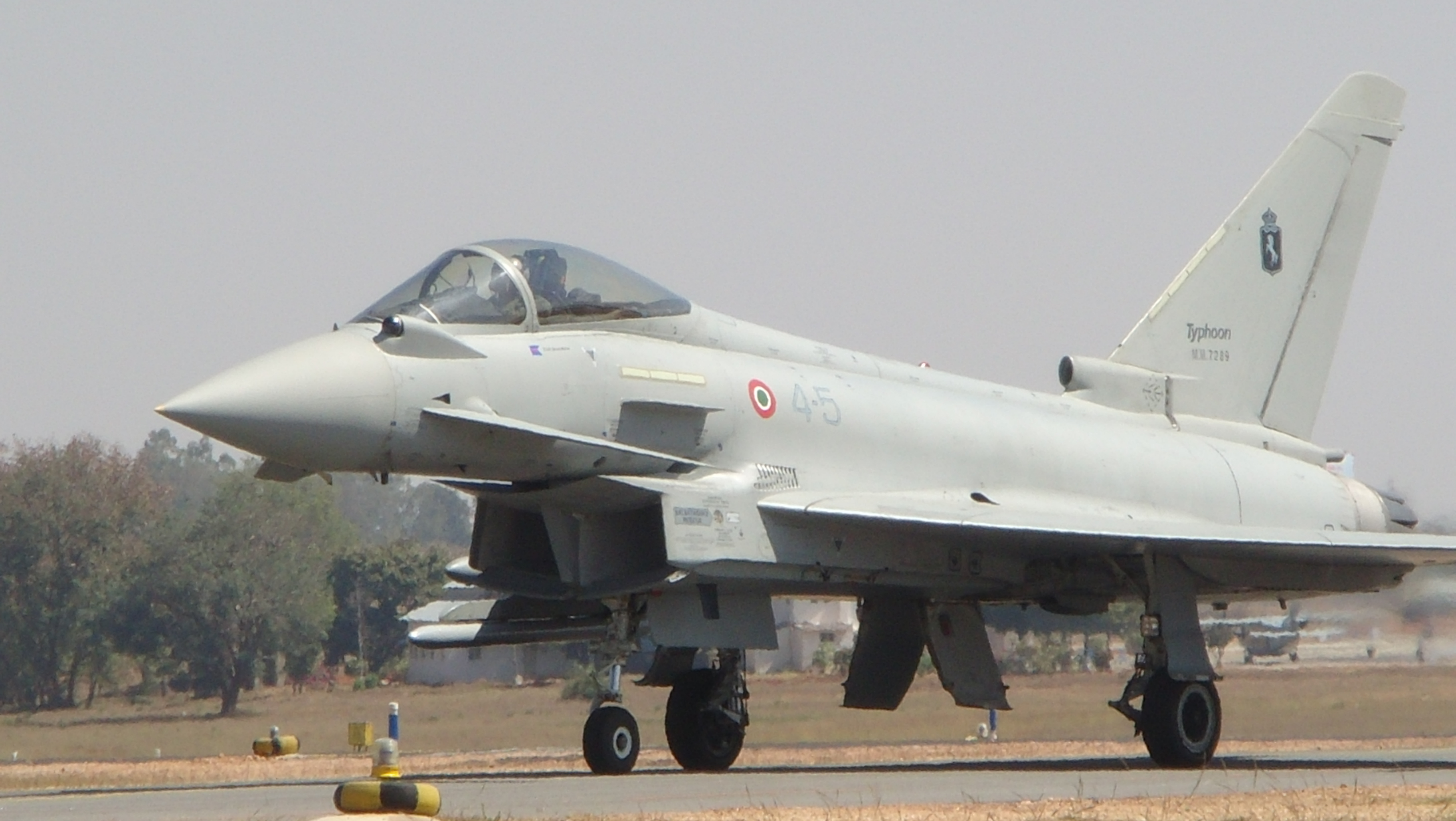
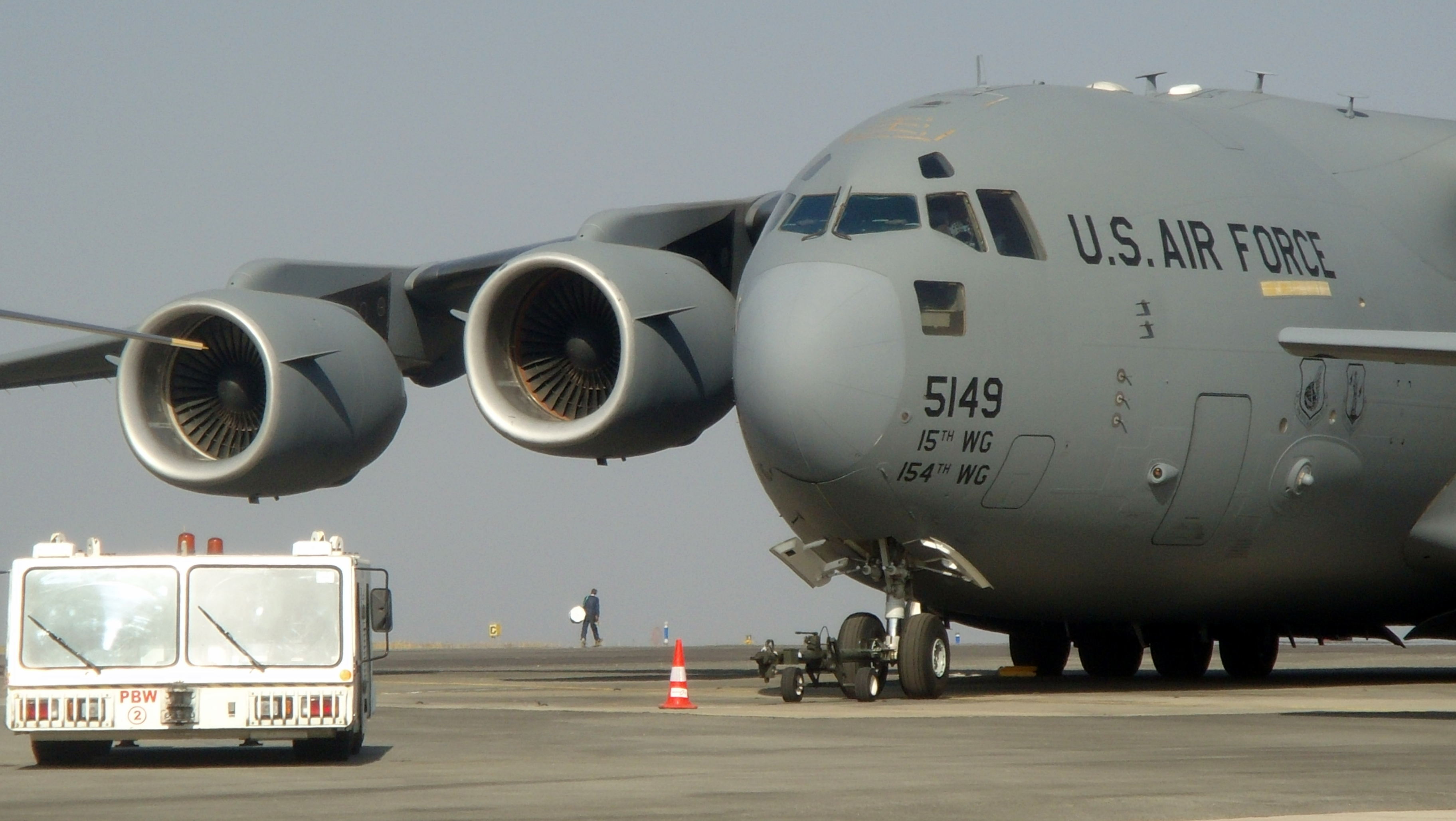
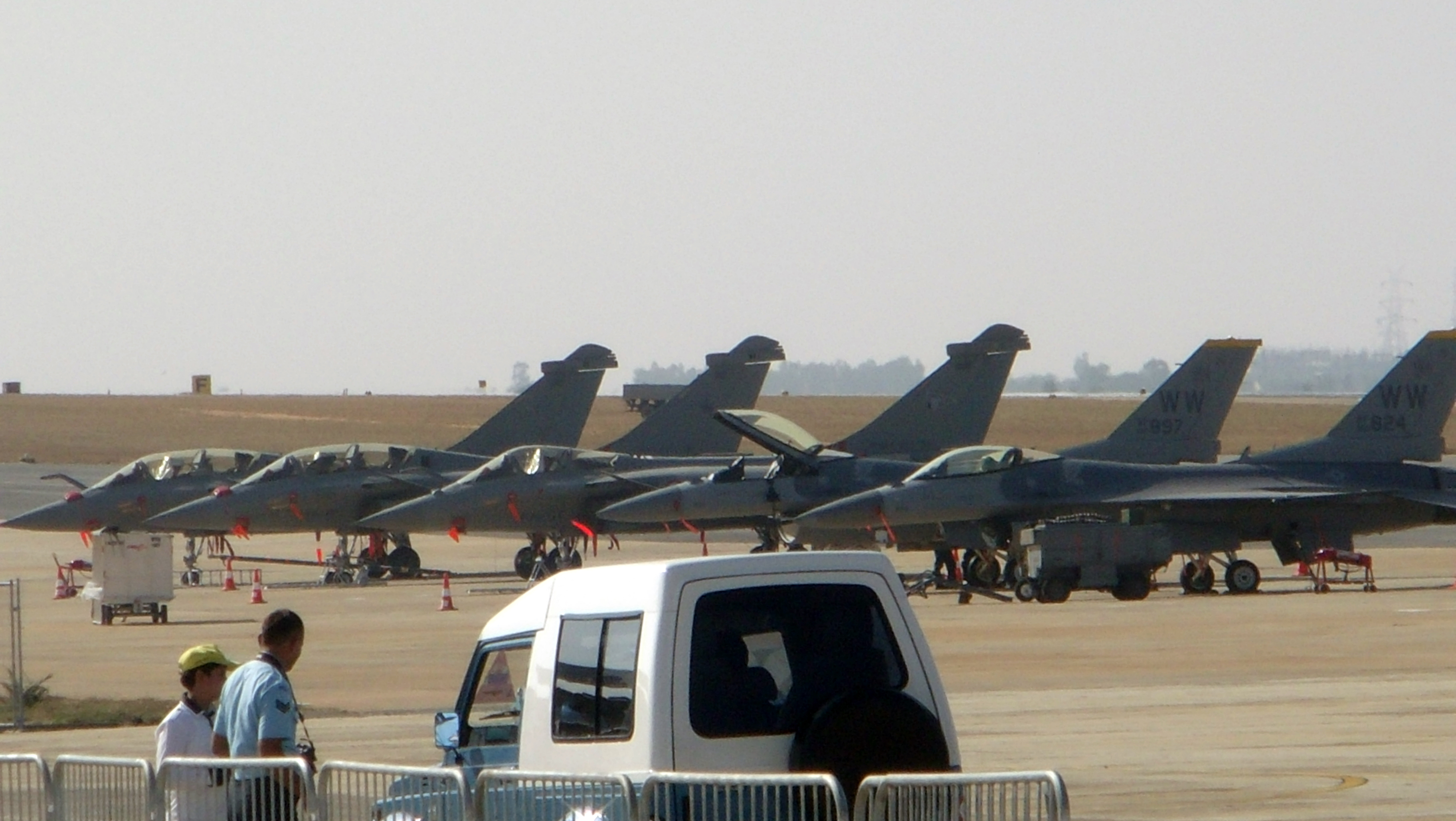
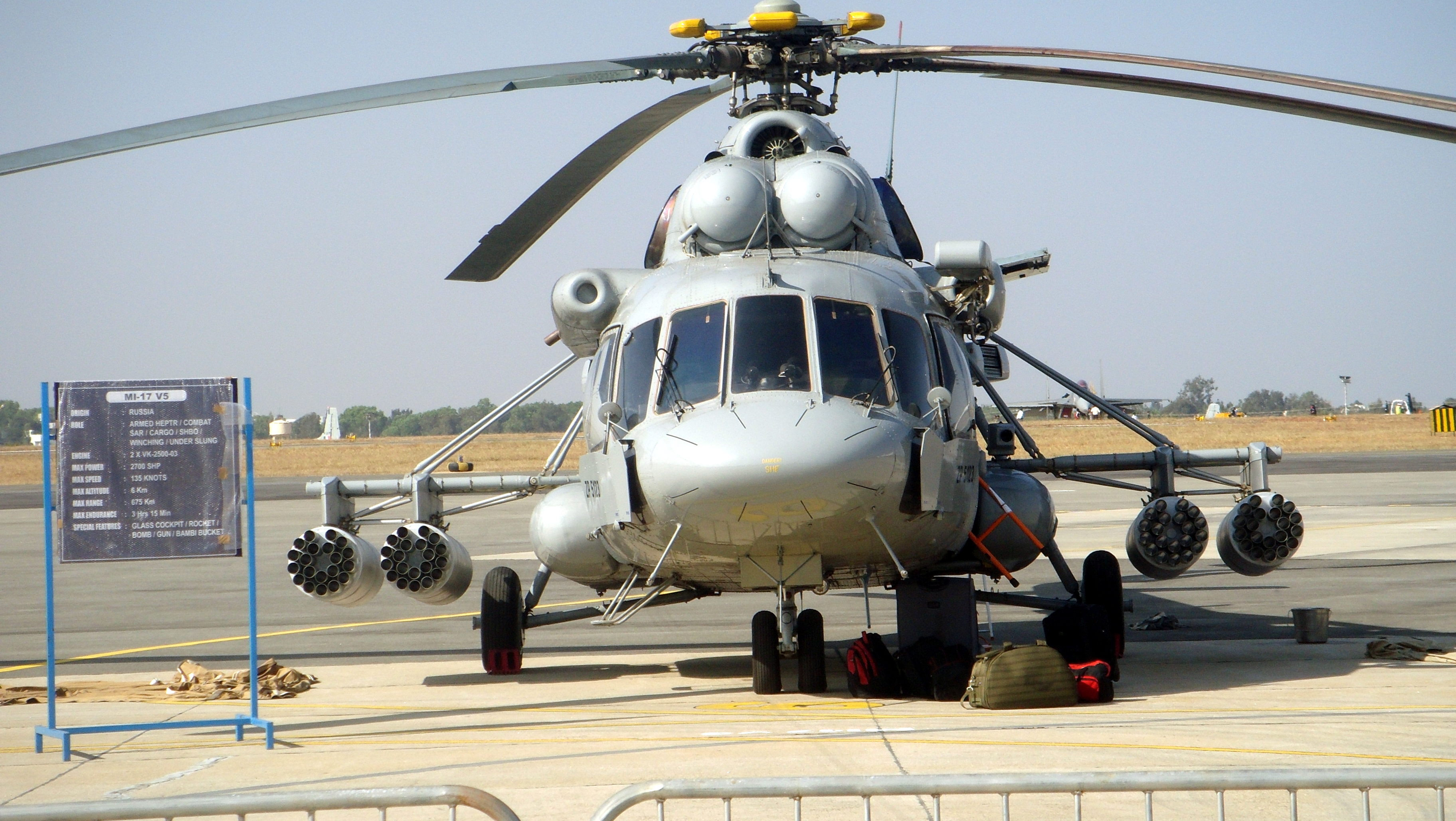
IAF Mi 17 V5 at Aero India 2013
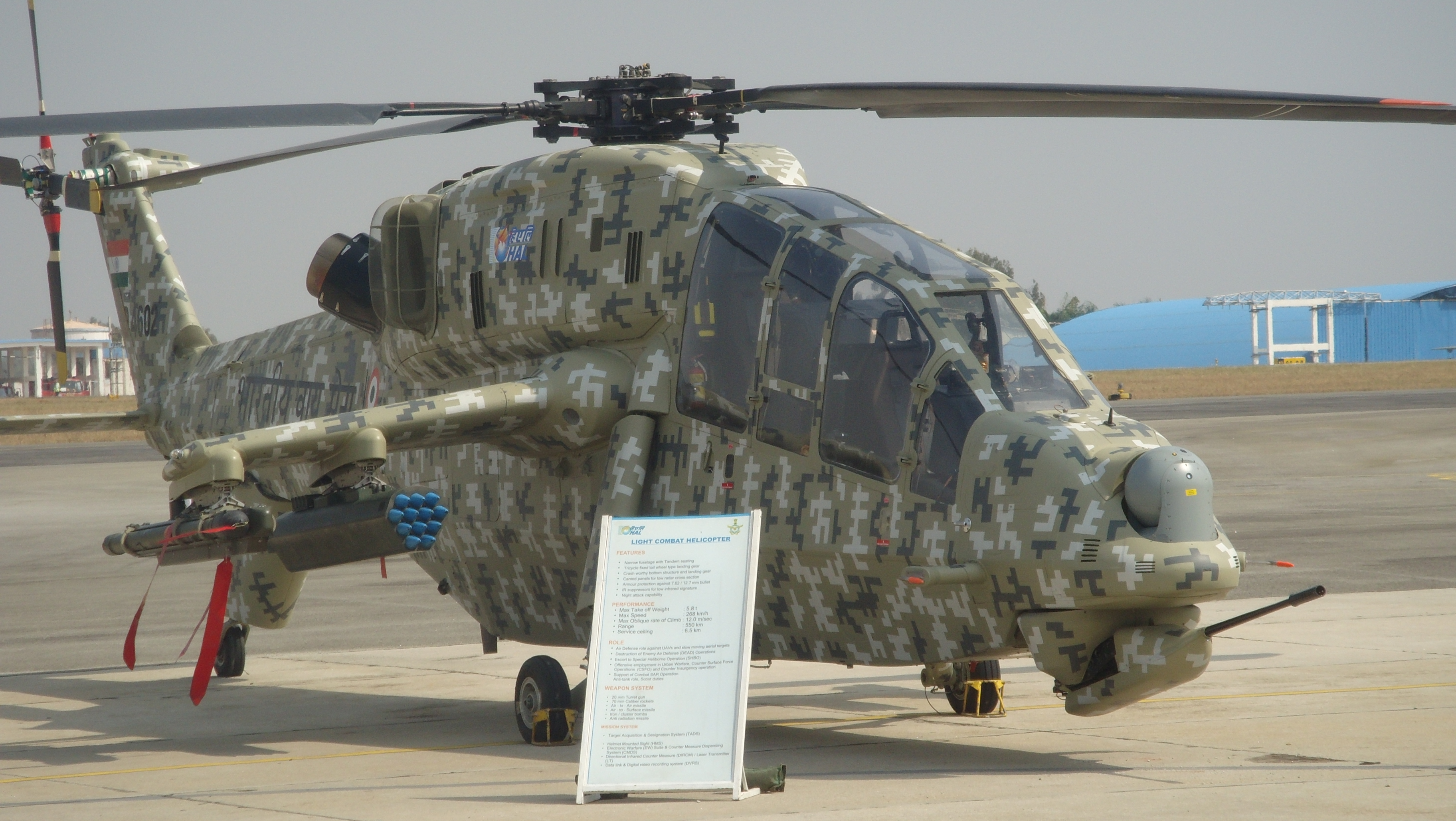
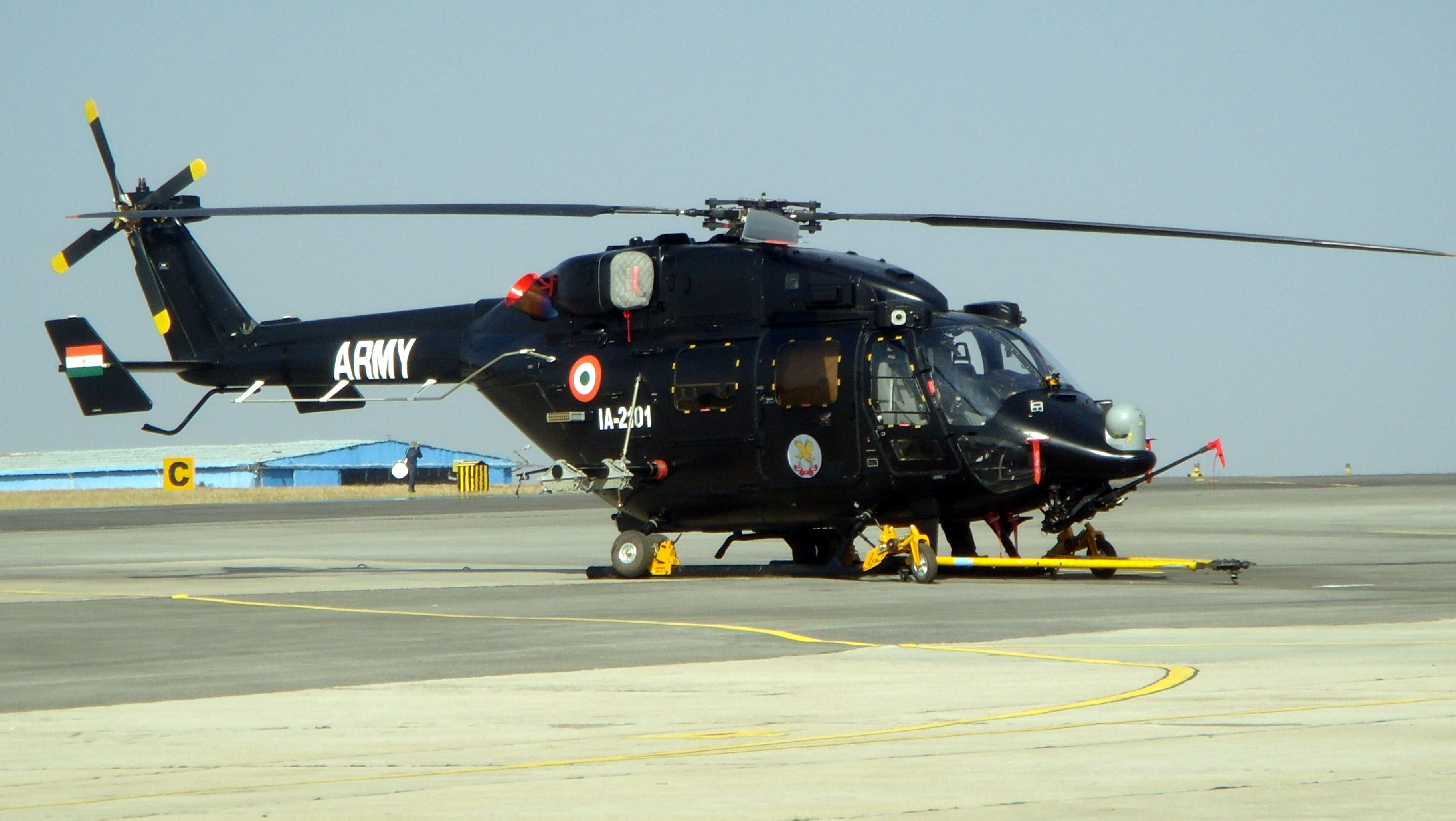
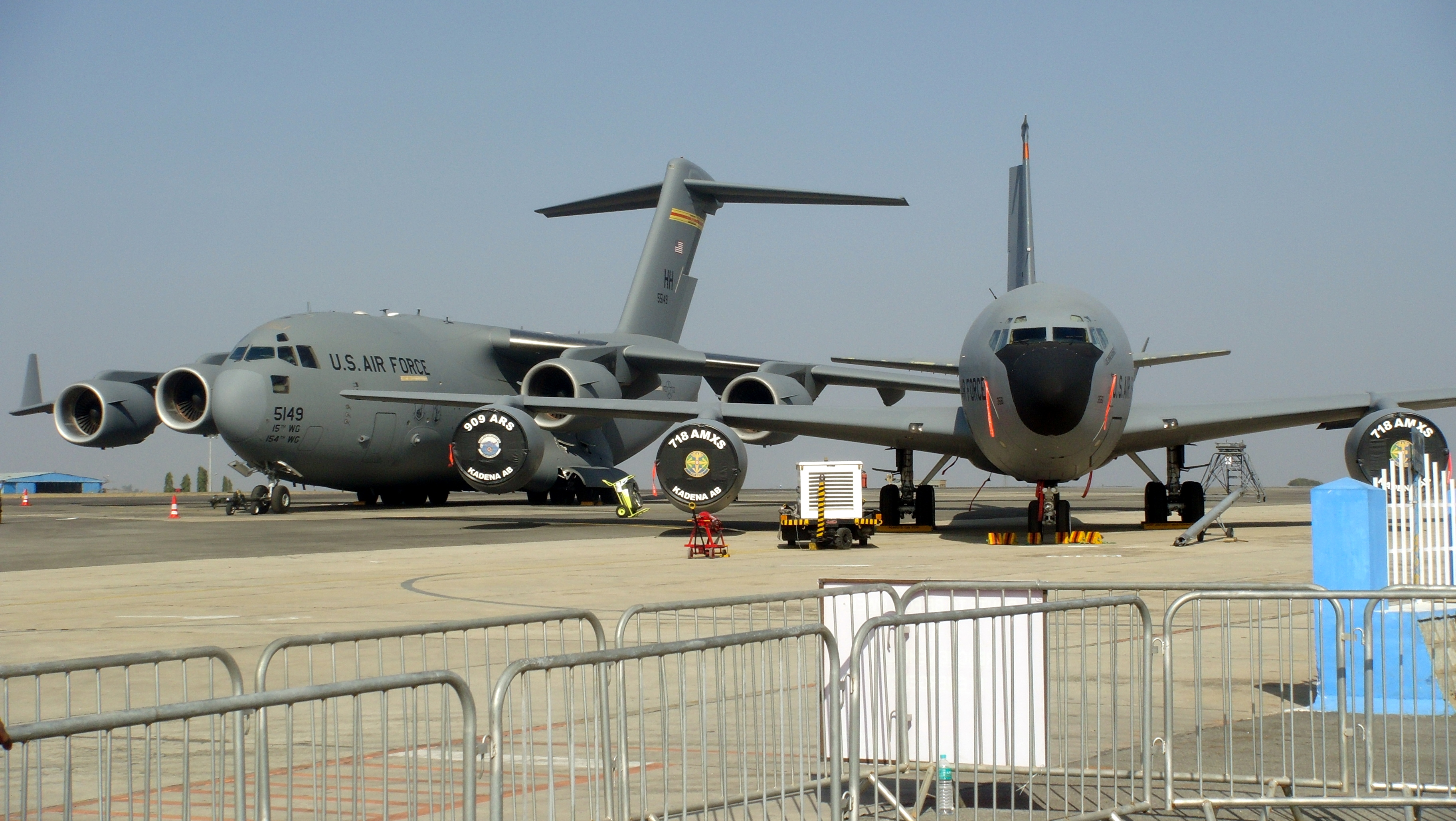
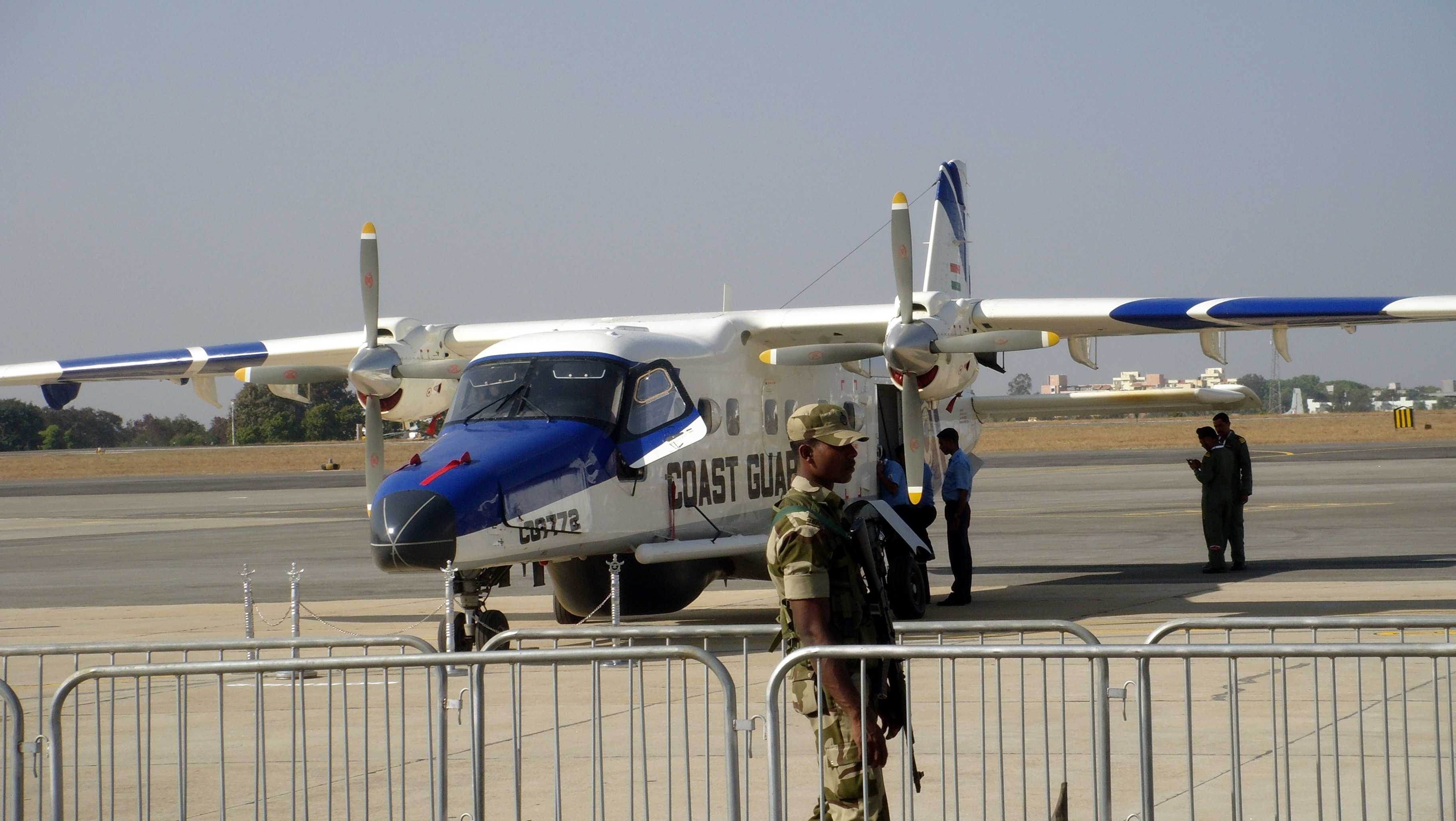
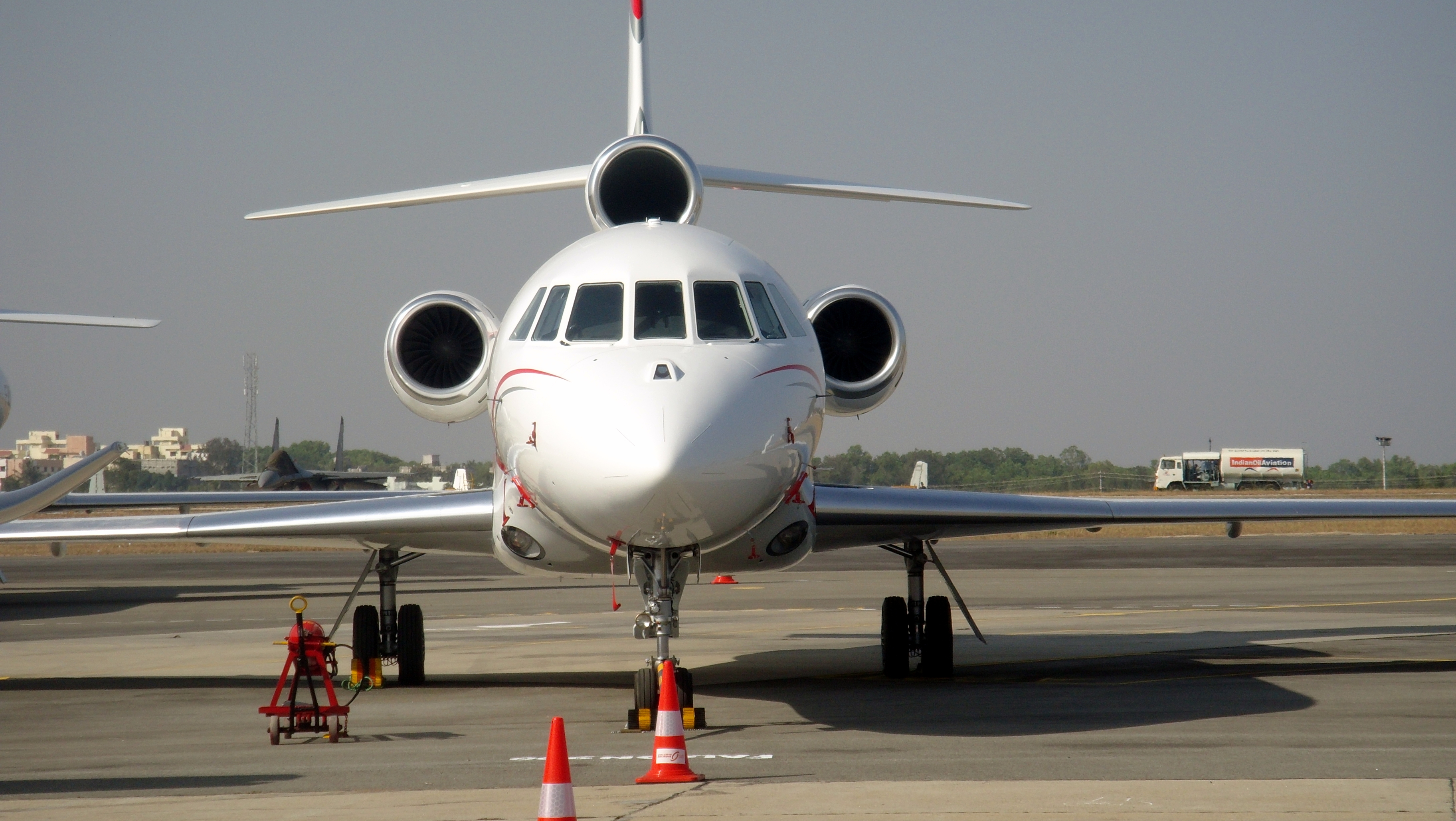
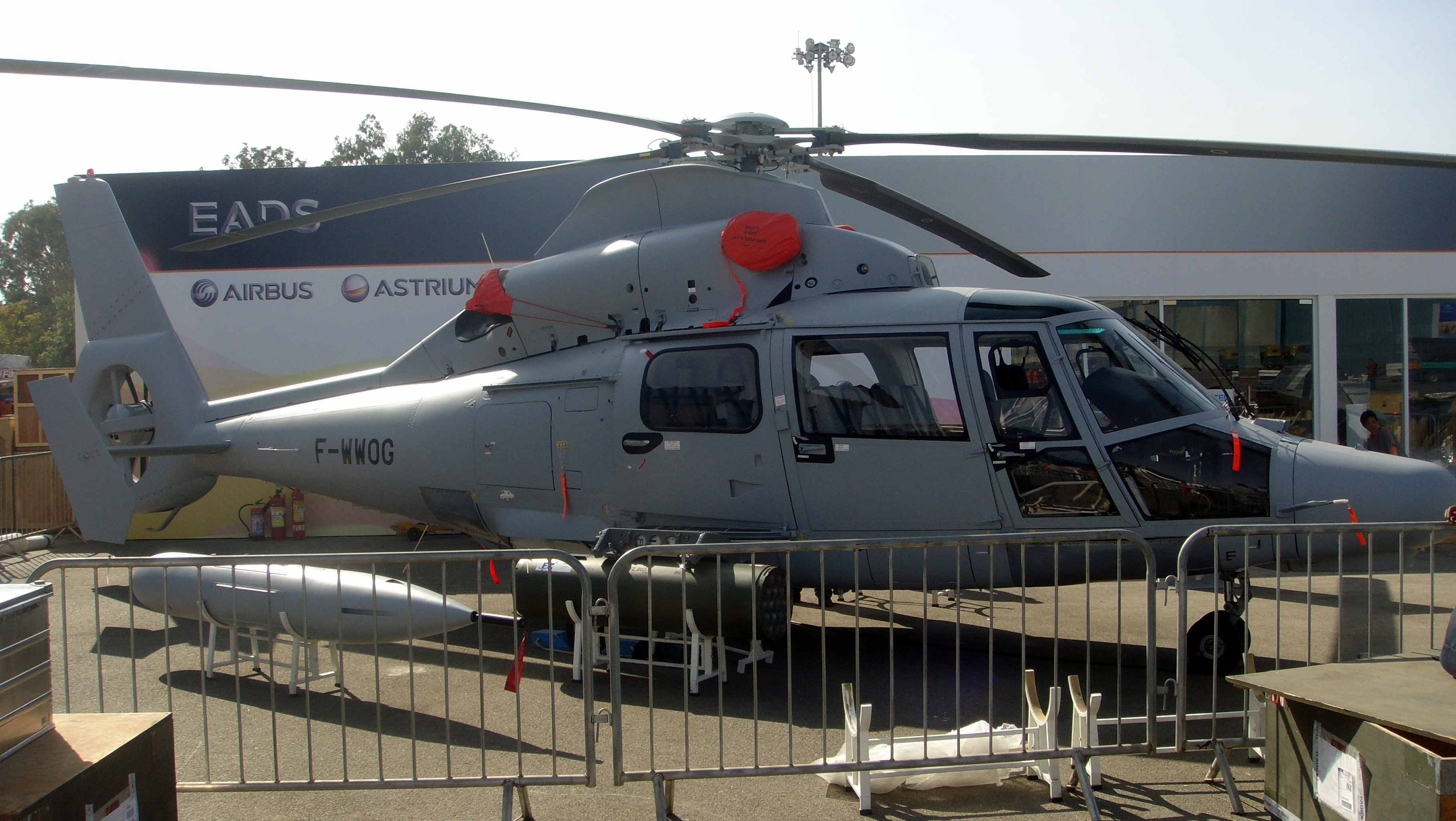
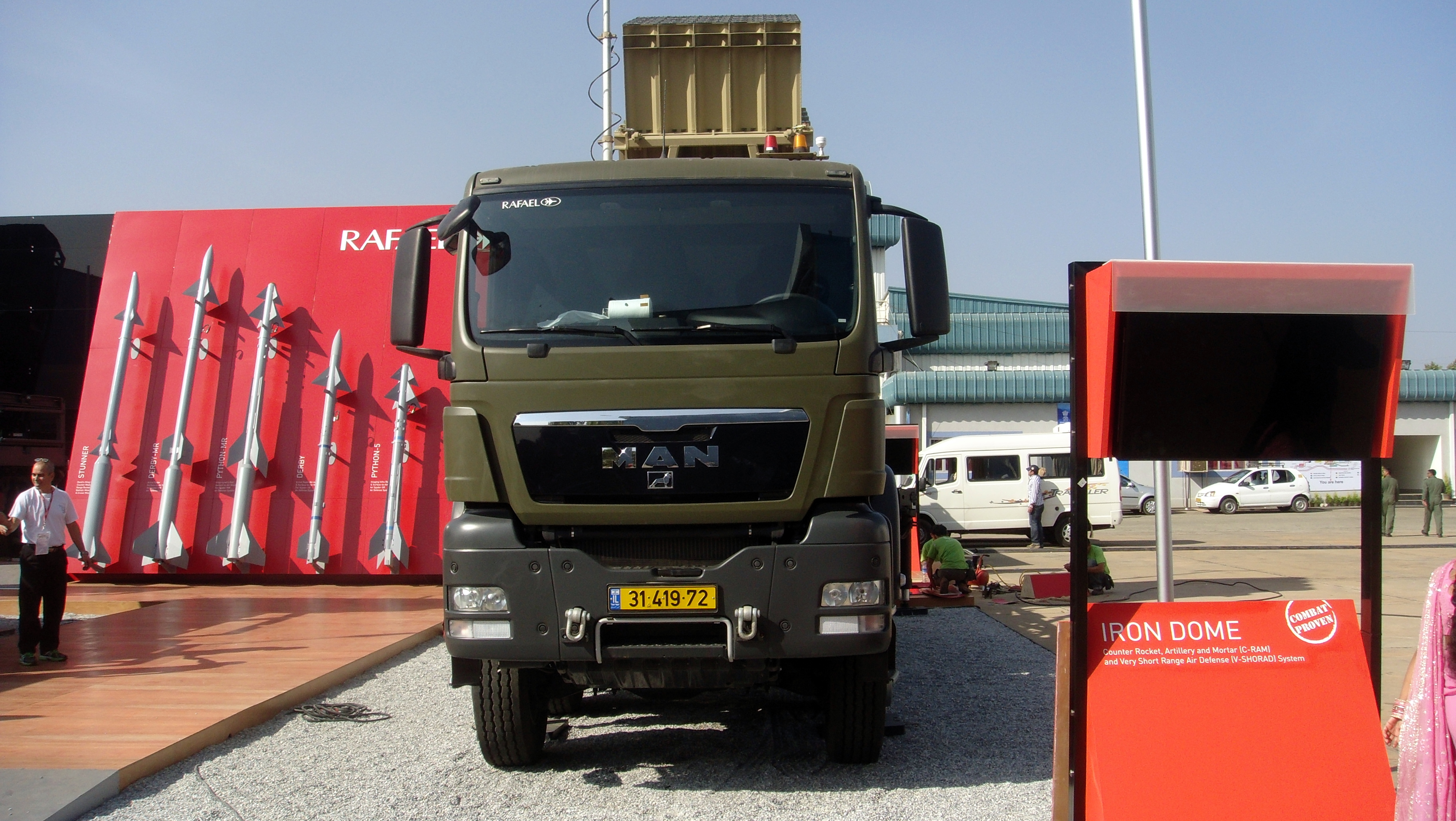
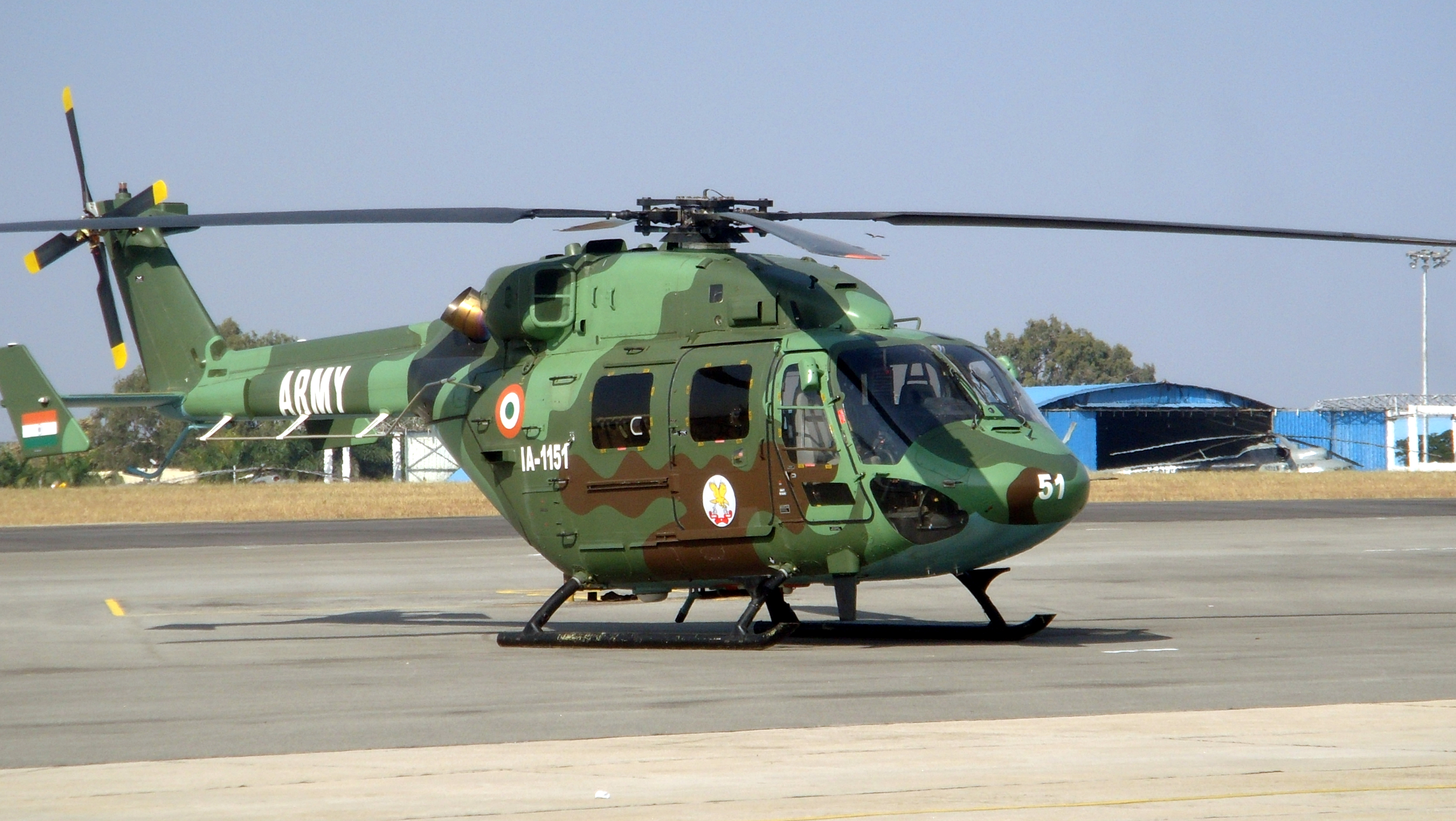
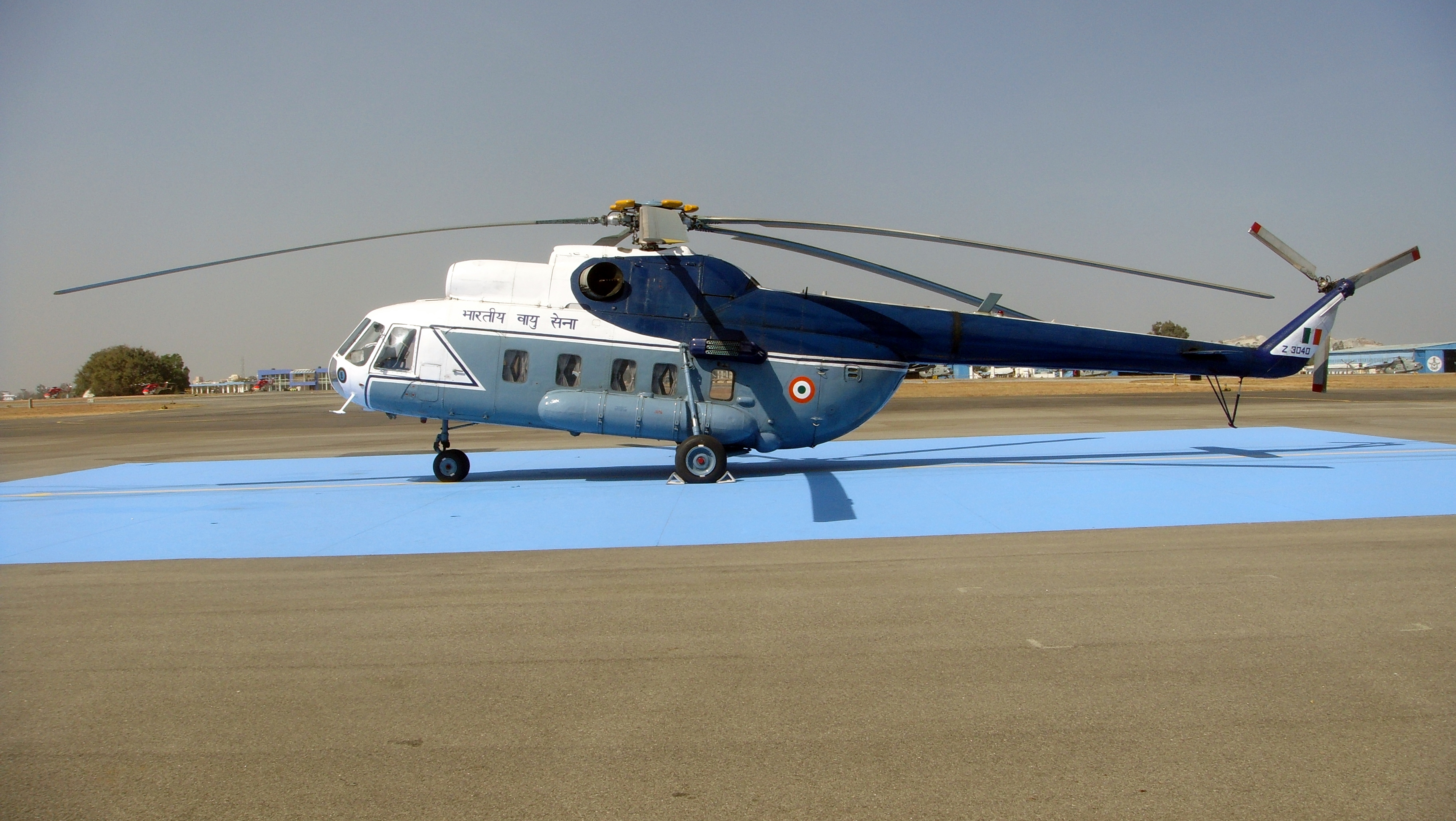
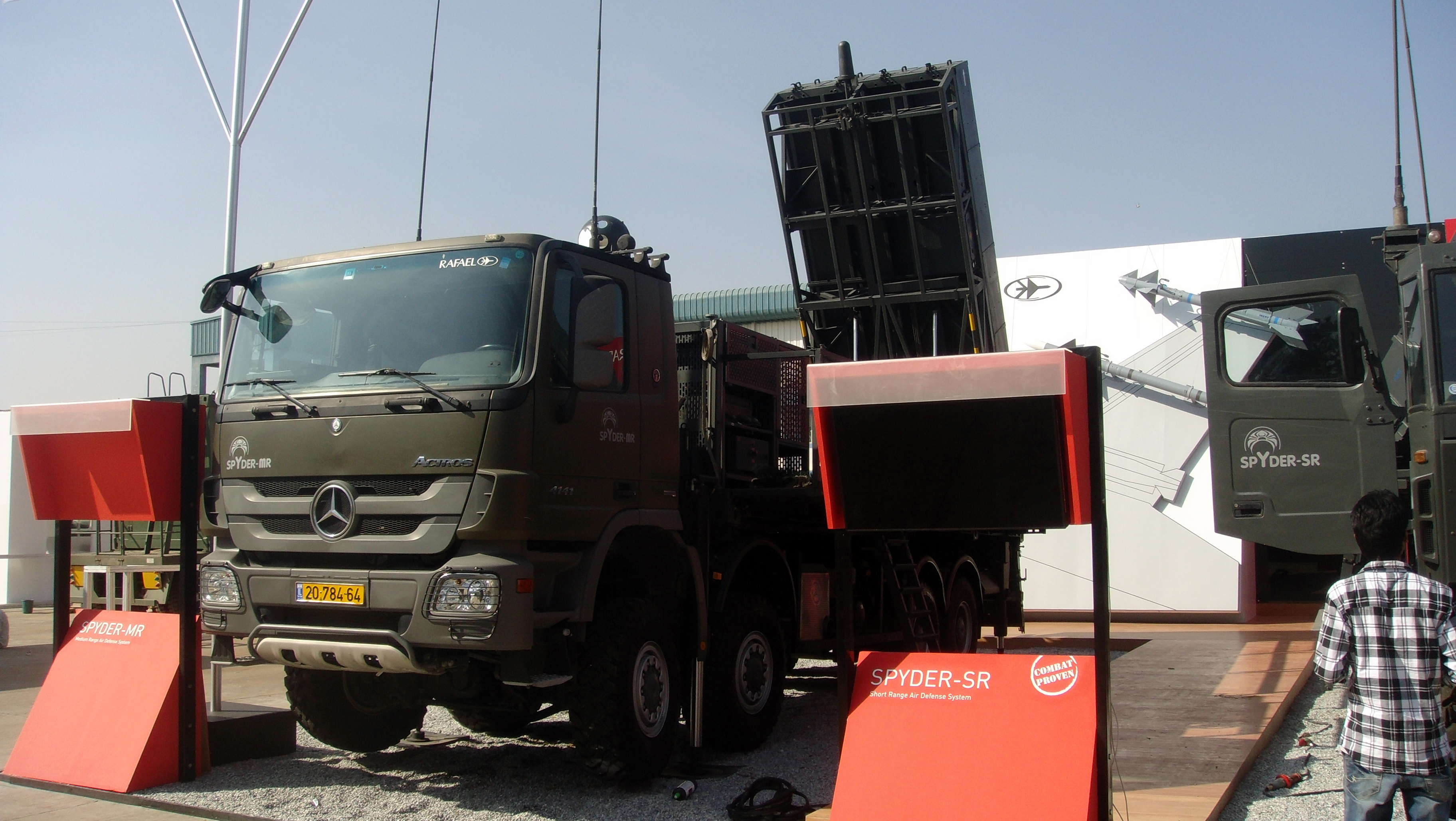
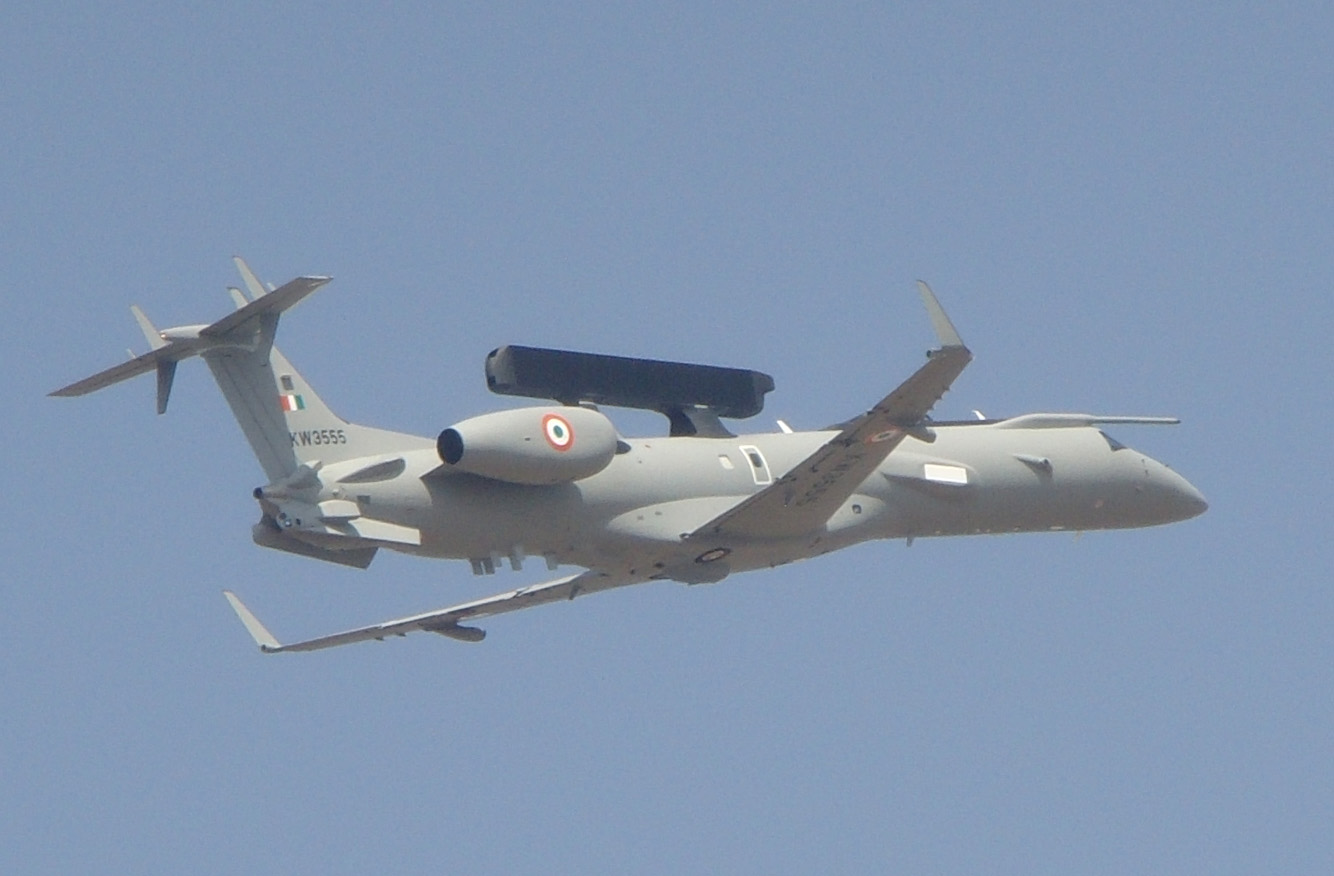
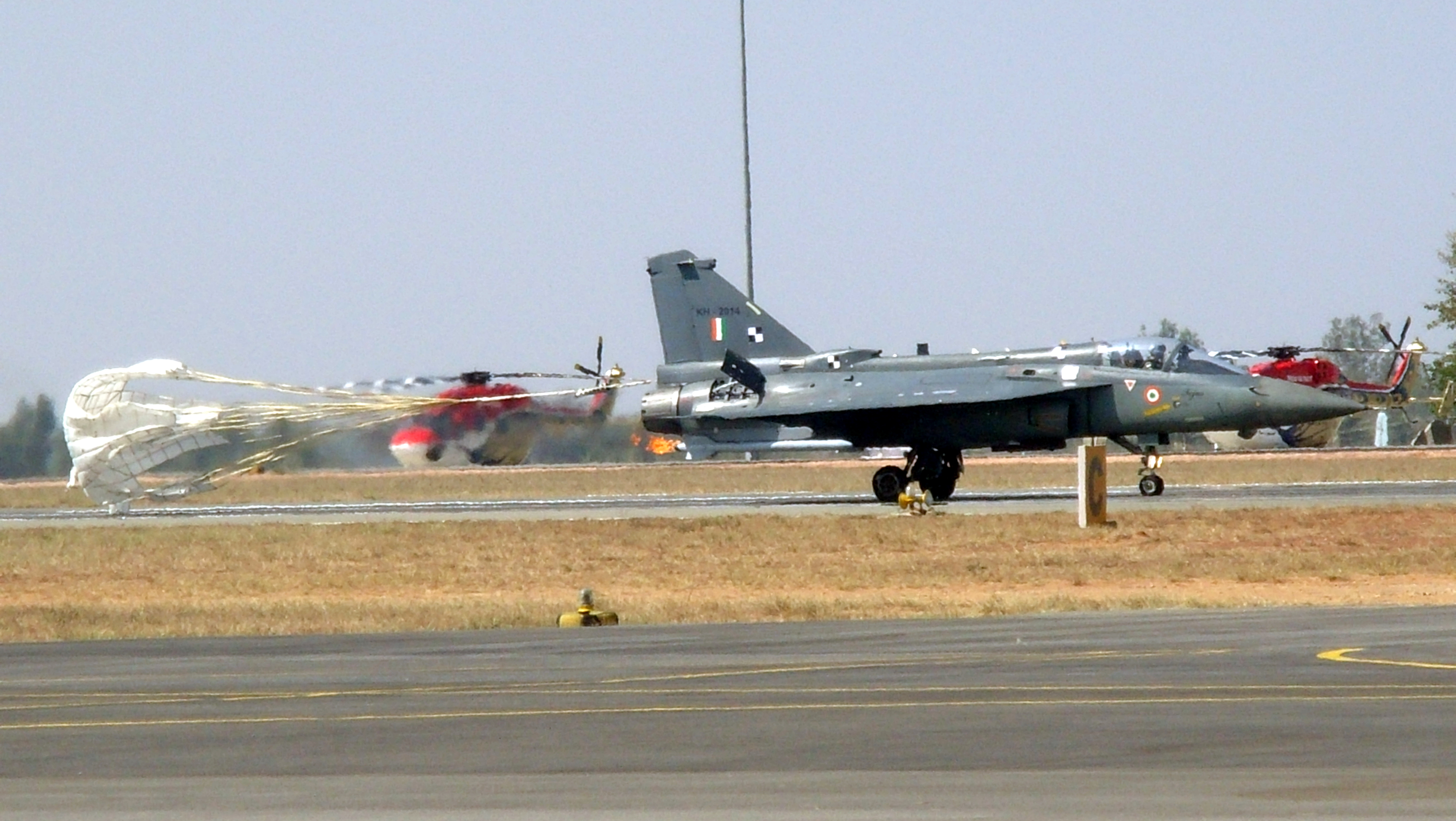
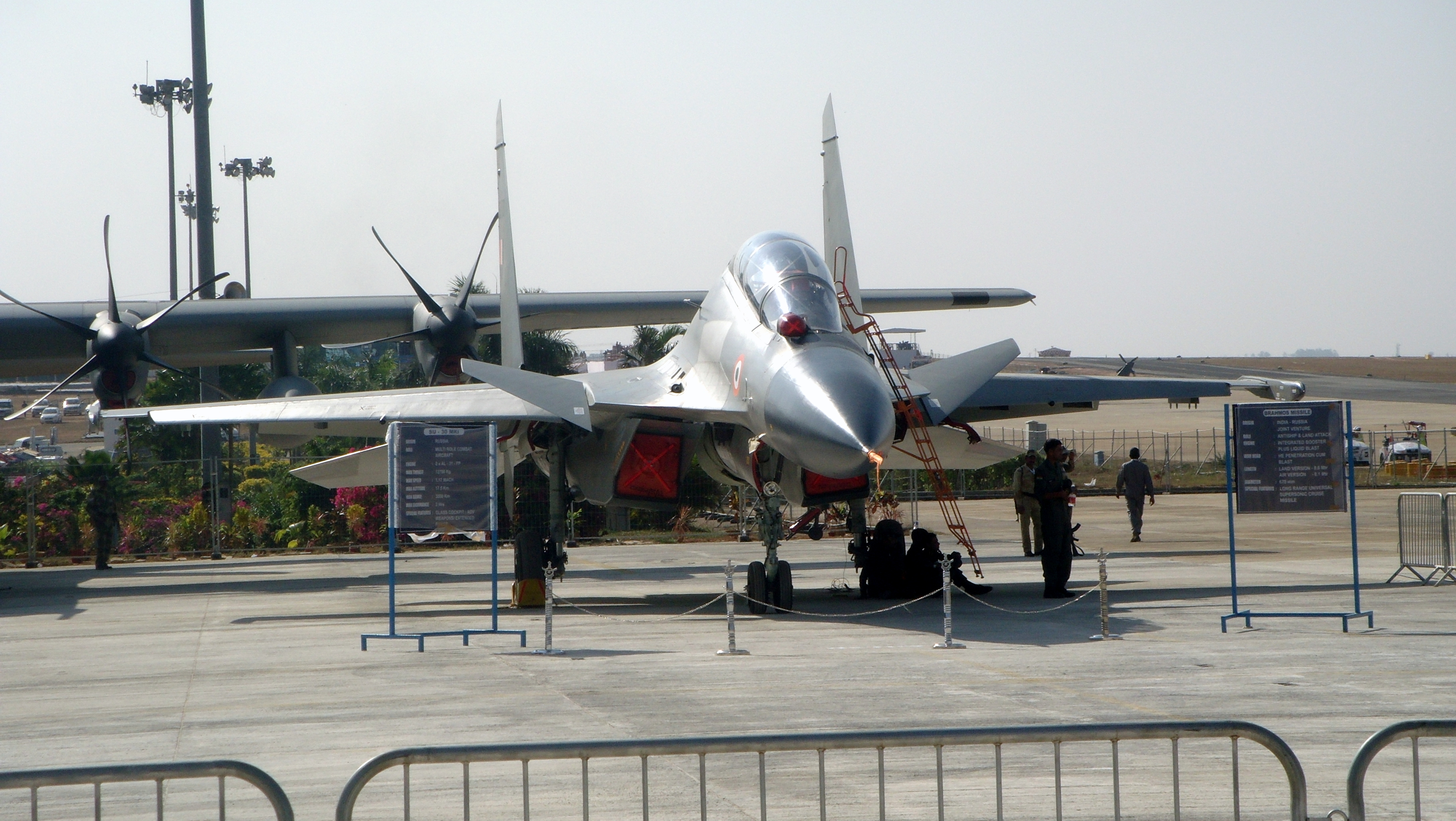
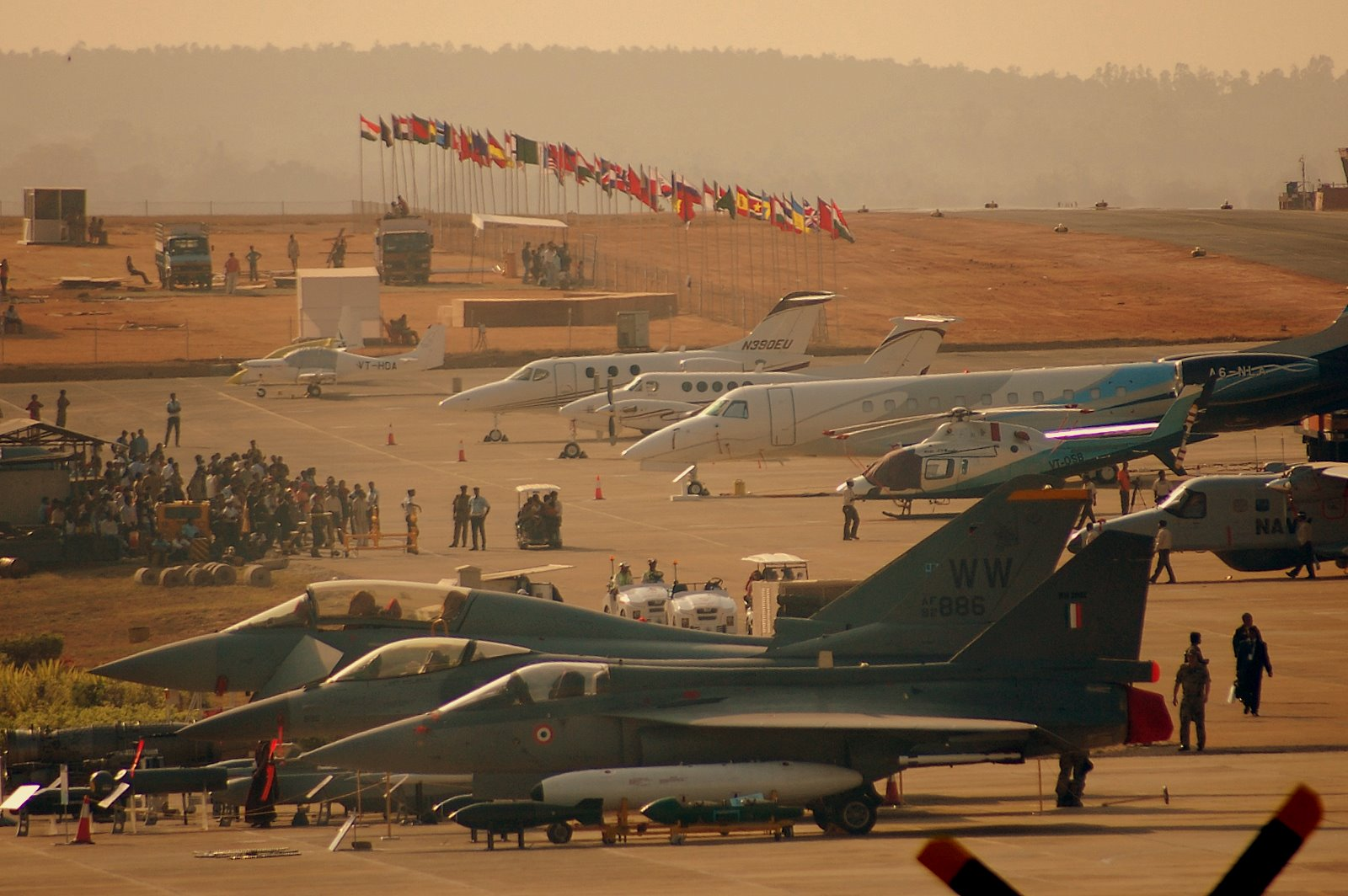
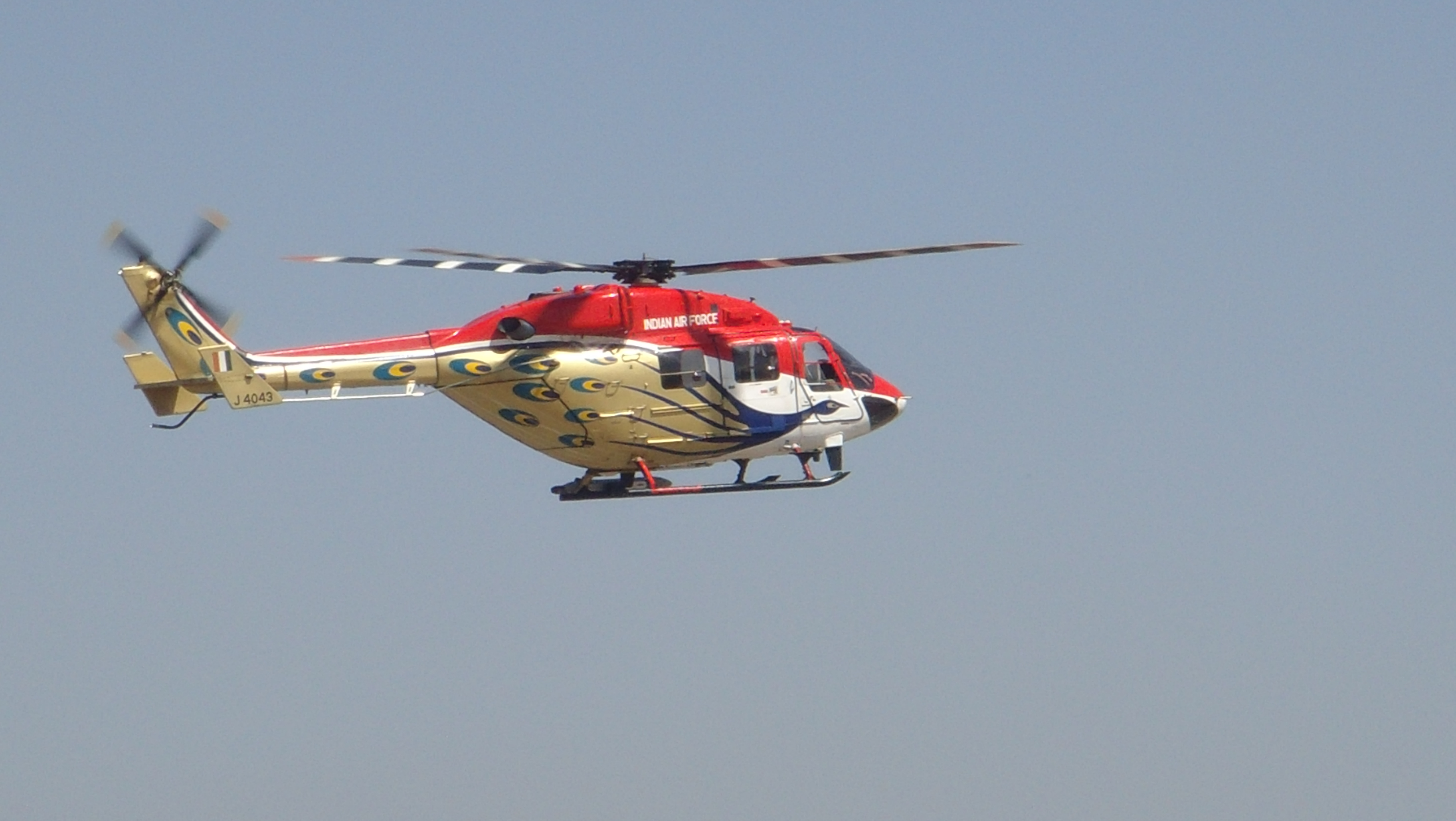
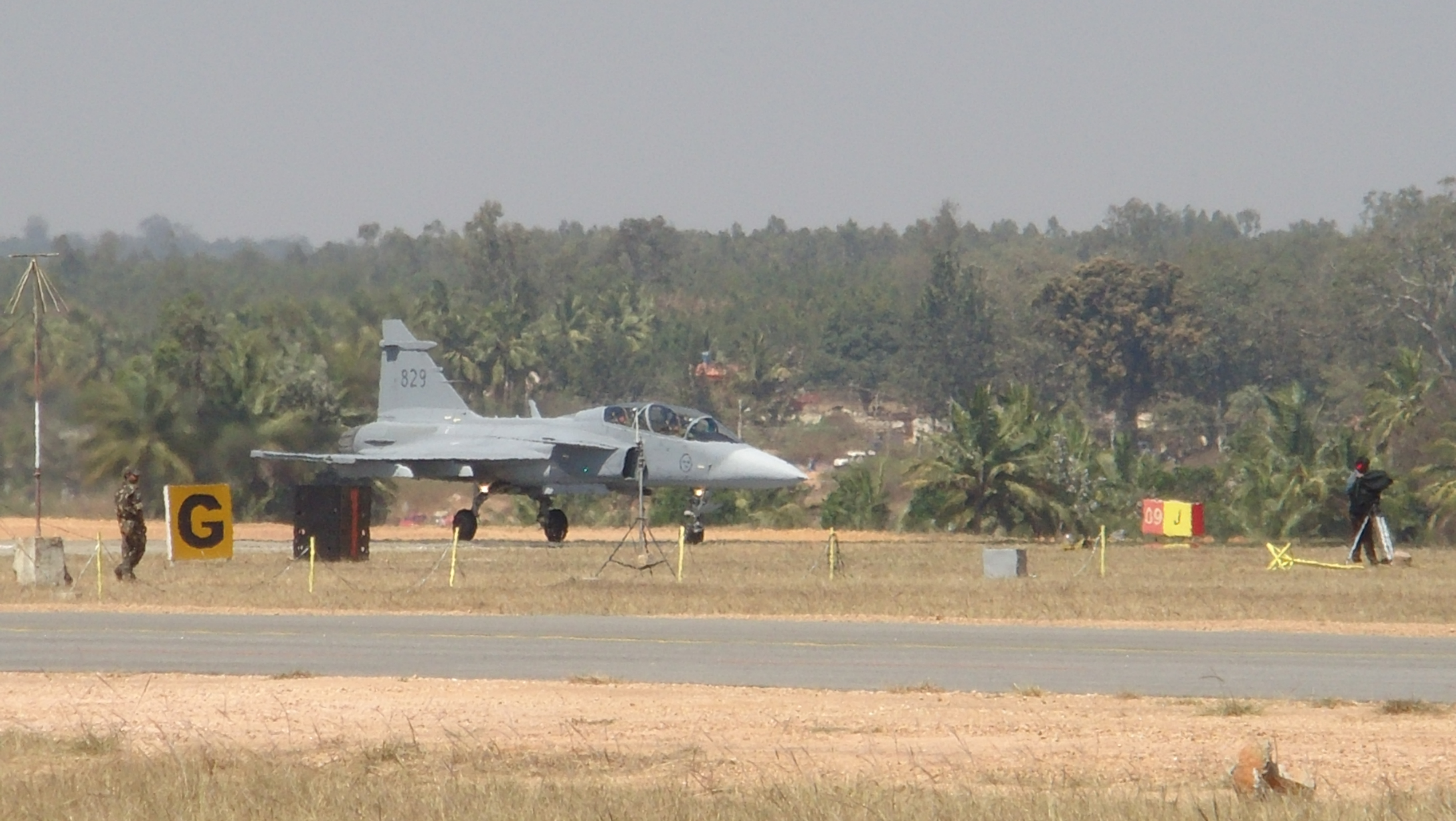